# IF Brommapojkarna
IF Brommapojkarna ist ein schwedischer Sportverein im Stockholmer Stadtteil Bromma. Der Verein ist mit insgesamt 260 Mannschaften, die im regulären Ligabetrieb spielen, und etwa 4000 aktiven Spielern der größte Fußballverein in Europa.

## Geschichte
Der Verein wurde 1942 gegründet und betrieb damals Sportarten wie Fußball, Tischtennis, Bandy, Leichtathletik und sogar Armdrücken. Heute ist der Verein in den Bereichen Innebandy und Fußball tätig. 2006 erreichte die Fußballmannschaft als Tabellendritter der Superettan die Relegationsspiele um den Aufstieg gegen den Zwölften der Allsvenskan, BK Häcken. Beide Spiele wurden gewonnen, womit IF Brommapojkarna erstmals in seiner Vereinsgeschichte in die Allsvenskan aufstieg.
In der Saison 2007 kämpfte BP vergebens gegen den direkten Abstieg in die Superettan. BP belegte nach dem letzten Spieltag trotz eines 1:0-Sieges im letzten Spiel gegen den Gold-Kandidaten und Hauptstadtrivalen Djurgårdens IF aufgrund einer schlechteren Tordifferenz von sechs Toren im direkten Vergleich mit dem südschwedischen Verein Trelleborgs FF den letzten Tabellenplatz. Damit belegte der Klub den Dank einer Erweiterung der Allsvenskan um zwei Mannschaften auf 16 Vereine ab der Saison 2008 einzigen Abstiegsplatz. In der folgenden Zweitligaspielzeit belegte die Mannschaft den dritten Rang und erreichte somit die Relegationsspiele zur Allsvenskan, wo durch ein 0:0-Heimunentschieden und ein 1:1-Auswärtsremis bei Ljungskile SK aufgrund der Auswärtstorregel die direkte Rückkehr ins schwedische Oberhaus gelang. 2010 stieg der Verein als Tabellen-16. wieder in die Superettan ab. 2012 gelang der Wiederaufstieg in die Allsvenskan.
Insbesondere zwischen 2014 und 2020 zeichnete sich BP als Fahrstuhlmannschaft aus, als die Mannschaft nach dem Abstieg aus der höchsten Spielklasse in die drittklassige Division 1 Södra durchgereicht wurde, aber in den folgenden beiden Spielzeiten nach jeweiligen Aufstiegen als Tabellenerster unter Trainer-Neuling Olof Mellberg die Rückkehr in die Allsvenskan gelang. Allerdings stieg das Team nach verlorener Relegation Ende 2018 wieder ab und konnte im darauffolgenden Jahr 2019 auch den Abstieg aus Superettan, der zweiten schwedischen Liga, nicht vermeiden.
Nachdem der Wiederaufstieg 2020 durch eine Niederlage im Elfmeterschießen in der Relegation gegen Trelleborgs FF knapp verpasst wurde, sicherte sich Brommapojkarna in der Spielzeit 2021 souverän die Meisterschaft in der Division 1 Norra und somit den Aufstieg in die Superettan. Bereits ein Jahr später gelang der Aufstieg in die Allsvenskan.

## Aktueller Kader 2025
- Stand: 3. August 2025[2]

| Nr. |          | Position | Name                  |
| --- | -------- | -------- | --------------------- |
| 2   | Island   | AB       | Hlynur Freyr Karlsson |
| 3   | Norwegen | AB       | Even Hovland          |
| 4   | Schweden | AB       | Eric Björkander       |
| 5   | Gabun    | MF       | Serge-Junior Ngouali  |
| 6   | Schweden | AB       | Oliver Zandén         |
| 7   | Danemark | ST       | Victor Lind           |
| 9   | Schweden | ST       | Nikola Vasić          |
| 10  | Schweden | MF       | Wilmer Odefalk        |
| 11  | Schweden | MF       | Rasmus Örqvist        |
| 12  | Schweden | MF       | Charlie Nildén        |
| 13  | Schweden | MF       | Adam Stroud           |
| 14  | Turkei   | ST       | Kamilcan Sever        |
| 15  | Senegal  | MF       | El Hadji Fallou Faye  |
| 16  | Danemark | ST       | Adam Jakobsen         |
| 17  | Schweden | ST       | Anton Kurochkin       |
| 18  | Schweden | MF       | Alfons Lohake         |

| Nr. |          | Position | Name                   |
| --- | -------- | -------- | ---------------------- |
| 19  | Syrien   | MF       | Daleho Irandust        |
| 21  | Schweden | AB       | Alex Timossi Andersson |
| 22  | Schweden | AB       | Liam Tahwildaran       |
| 23  | Ghana    | ST       | Ezekiel Alladoh        |
| 24  | Schweden | MF       | Kevin Ackermann        |
| 25  | Schweden | TW       | Davor Blažević         |
| 26  | Armenien | AB       | André Calisir          |
| 27  | Danemark | AB       | Kaare Barslund         |
| 28  | Schweden | AB       | Isak Ssewankambo       |
| 29  | Ghana    | ST       | Evans Botchway         |
| 31  | Schweden | MF       | Love Arrhov            |
| 32  | Schweden | AB       | Oskar Cotton           |
| 34  | Schweden | ST       | David Isso             |
| 39  | Schweden | ST       | Nabil Bahoui           |
| 40  | Schweden | TW       | Leo Cavallius          |
|     | Guinea-a | MF       | Issiaga Camara         |

## Trainer (Auswahl)
- Gösta Sandberg (1972–1978)
- Tommy Söderberg (1982–1985)
- Erik Hamrén (1990–1991)
- Anders Grönhagen (2004)
- Kim Bergstrand (2008–2010)
- Roberth Björknesjö (2010–2013)
- Stefan Billborn  (2014)
- Magni Fannberg Magnússon (2015)
- Olof Mellberg (2016–2017)
- Luís Pimenta (2018)
- Roberth Björknesjö (2018–2019)
- Kjell Jonevret (2019)
- Shaun Constable (2020)
- Christer Mattiasson (2021–2022)
- Olof Mellberg /  Andreas Engelmark (2023–2024)
- Ulf Kristiansson /  Fredrik Landén (2025–)

## Spieler
- Anders Limpar (1981–1985, 2000–2001)
- Tomas Antonelius (1991–1996)
- Pontus Segerström (1998–2004, 2010–2014)
- Max von Schlebrügge (1998–2001)
- Albin Ekdal (2007–2008)
- Ludwig Augustinsson (2011–2012)
- Kristoffer Nordfeldt (2008–2011)
- John Guidetti (2007–2008)
- Jacob Une Larsson (2011–2015)
- Viktor Gyökeres (2015–2017)